# Сульфур флуориди
Сульфур флуориди (рос. фториды серы, англ. sulfur fluorides) — бінарні сполуки сірки й флуору. До них належать S2F2, F2S=S, SF4, SF6, S2F10. Усі представники цього ряду, крім останнього, є газами.
Дисульфур дифлуорид S2F2 легко ізомеризується до F2S=S. Сульфур гексафлуорид SF6 стабільний і хімічно інертний (утворюється при згоранні сірки в флуорі), структура його молекули біпірамідальна.